# Топ-Ліга
«Топ-Ліга» (Вища ліга) чемпіонату Киргизстану з футболу (кирг. Кыргызстан Жокорку Чемпионаты) — змагання з футболу з-поміж клубів Киргизстану, у ході якого визначається чемпіон країни та її представники в міжнародних клубних змаганнях. Перший розіграш чемпіонату Киргизстану стартував 1992 року.

## Історія
Футбол в Киргизстані з'явився ще задовго до здобуття країною незалежності. З 1934 по 1991 роки на території країни розігрувався Чемпіонат Киргизької РСР, оскільки в той час Киргизстан перебував у складі СРСР. В тогочасній системі футбольних ліг СРСР це змагання мало статус змагання серед колективів фізичної культури (фактично—аматорський статус). З 1992 року в країні щорічно проводиться футбольний чемпіонат серед команд вищої ліги.

## Команди-учасниці сезону 2016 року
| Назва клубу | Місто  |
| ----------- | ------ |
| Абдиш-Ата   | Кант   |
| Алай        | Ош     |
| Ала-Тоо     | Бішкек |
| Алга        | Бішкек |
| Дордой      | Бішкек |
| КГ Юнайтед  | Бішкек |

## Чемпіони та призери

### Чемпіони Киргизької РСР
| - 1934: команда міста Фрунзе - 1935: Динамо (Фрунзе) - 1936: Буревісник (Фрунзе) - 1937в: Зеніт - 1937о: Буревісник (Фрунзе) - 1938в: Динамо (Фрунзе) - 1938о: Динамо (Фрунзе) - 1939-44: не розігрувався - 1945: команда міста Фрунзе - 1946: Зеніт - 1947: Зеніт - 1948: Зеніт - 1949: Буревісник (Фрунзе) - 1950: Трудові резерви - 1951: команда міста Фрунзе - 1952: Динамо (Фрунзе) - 1953: команда Ошської області - 1954: команда міста Фрунзе - 1955: команда міста Фрунзе - 1956: команда міста Фрунзе - 1957: команда Фрунзенської області - 1958: Торпедо (Фрунзе) - 1959: Торпедо (Фрунзе) - 1960: СКІФ (Фрунзе) - 1961: команда міста Майлуу-Суу - 1962: Алга (Калинінське) - 1963: Алга (Калинінське) - 1964: Сільмашивець (Фрунзе) | - 1965: Алга (Калинінське) - 1966: Сільмашивець (Фрунзе) - 1967: Алга (Калинінське) - 1968: Сільмашивець (Фрунзе) - 1969: Інструментальник (Фрунзе) - 1970: Сільмашивець (Фрунзе) - 1971: Електрик (Фрунзе) - 1972: Сільмашивець (Фрунзе) - 1973: Сільмашивець (Фрунзе) - 1974: Текстильник (Ош) - 1975: Інструментальник (Фрунзе) - 1976: Будівельник - 1977: Сільмашивець (Фрунзе) - 1978: Інструментальник (Фрунзе) - 1979: Сільмашивець (Фрунзе) - 1980: Інструментальник (Фрунзе) - 1981: Інструментальник (Фрунзе) - 1982: Інструментальник (Фрунзе) - 1983: Інструментальник (Фрунзе) - 1984: Інструментальник (Фрунзе) - 1985: не розігрувався - 1986: Сільмашивець (Фрунзе) - 1987: Сільмашивець (Фрунзе) - 1988: Сільмашивець (Фрунзе) - 1989: Сільмашивець (Фрунзе) - 1990: Сільмашивець (Фрунзе) - 1991: Сільмашивець (Фрунзе) |

### Всі призери Топ-ліги
| Сезон | Уч. | Чемпіон                    | 2-ге місце                 | 3-тє місце                                | Найкращий бомбардир                          |
| ----- | --- | -------------------------- | -------------------------- | ----------------------------------------- | -------------------------------------------- |
| 1992  | 12  | Алга (Бішкек)              | СКА «Достук» Сокулук       | Алай (Ош)                                 | Ігор Сергеєв (СКА «Достук» Сокулук) — 26     |
| 1993  | 17  | «Алга»-РІІФ Бішкек         | Спартак (Токмак)           | Алай (Ош)                                 | Даврон Бабаєв — 38                           |
| 1994  | 14  | Кант-Ойл (Кант)            | Семетей (Кизил-Кия)        | Ак-Марал (Токмак)                         | Олександр Мерзлікін (Кант-Ойл) — 25          |
| 1995  | 16  | Кант-Ойл (Кант)            | АіК (Бішкек)               | Семетей (Кизил-Кия)                       | Олександр Мерзлікін (Кант-Ойл) — 27          |
| 1996  | 12  | Металург (Кадамжай)        | АіК (Бішкек)               | Динамо-Алай (Ош)                          | Олександр Мерзлікін (Кант-Ойл) — 17          |
| 1997  | 10  | Динамо (Бішкек)            | Алга-ППО (Бішкек)          | АіК (Бішкек)                              | Фархат Хайтабаєв («КВТ Динамо») — 17         |
| 1998  | 21  | ЦАГ-Динамо-МВС (Бішкек)    | СКА-ППО (Бішкек)           | Національна гвардія-АіК (Бішкек)          | Сергій Гайзитдінов (Семетей) — 23            |
| 1999  | 12  | ЦАГ-Динамо-МВС (Бішкек)    | СКА-ППО (Бішкек)           | Жаштик-Ак-Алтин (Кара-Суу) Політ (Бішкек) | Ісмаїл Маліков (Жаштик-Ак-Алтин) — 16        |
| 2000  | 12  | СКА-ППО (Бішкек)           | ЦАГ-Динамо-МВС (Бішкек)    | Політ (Бішкек)                            | Валерій Березовський (СКА-ППО) — 32          |
| 2001  | 9   | СКА-ППО (Бішкек)           | Жаштик-Ак-Алтин (Кара-Суу) | Дордой (Нарин)                            | Нурлан Раджабалієв (Жаштик-Ак-Алтин) — 28    |
| 2002  | 10  | СКА-ППО (Бішкек)           | Жаштик-Ак-Алтин (Кара-Суу) | Дордой (Нарин)                            | Євгеній Болдигін (Жаштик-Ак-Алтин) — 19      |
| 2003  | 19  | Жаштик-Ак-Алтин (Кара-Суу) | СКА-ППО (Бішкек)           | Дордой (Нарин)                            | Роман Корнілов (СКА-ППО) — 32                |
| 2004  | 10  | Дордой-Динамо (Нарин)      | СКА-Шоро (Бішкек)          | Жаштик-Ак-Алтин (Кара-Суу)                | Замірбек Джумабулов (Дордой-Динамо) — 28     |
| 2005  | 8   | Дордой-Динамо (Нарин)      | СКА-Шоро (Бішкек)          | Жаштик-Ак-Алтин (Кара-Суу)                | Євгеній Болдигін (Жаштик-Ак-Алтин) — 23      |
| 2006  | 11  | Дордой-Динамо (Нарин)      | Абдиш-Ата (Кант)           | Жаштик-Ак-Алтин (Кара-Суу)                | В'ячеслав Прянишніков («Абдиш-Ата») — 24     |
| 2007  | 10  | Дордой-Динамо (Нарин)      | Абдиш-Ата (Кант)           | Жаштик-Ак-Алтин (Кара-Суу)                | Алмазбек Мірзалієв («Абдиш-Ата») — 21        |
| 2008  | 9   | Дордой-Динамо (Нарин)      | Абдиш-Ата (Кант)           | Алай (Ош)                                 | Хуршид Лутфуллаєв («Абдиш-Ата») — 13         |
| 2009  | 9   | Дордой-Динамо (Нарин)      | Абдиш-Ата (Кант)           | Алай (Ош)                                 | Максим Кретов (Дордой-Динамо) — 21           |
| 2010  | 6   | Нефтчі (Кочкор-Ата)        | Дордой-Динамо (Нарин)      | Абдиш-Ата (Кант)                          | Талай Джуматаєв («Нефтчі (Кочкор-Ата)») — 15 |
| 2011  | 6   | Дордой (Бішкек)            | Нефтчі (Кочкор-Ата)        | Абдиш-Ата (Кант)                          | Володимир Верьовкін («Алга») — 12            |
| 2012  | 8   | Дордой (Бішкек)            | Алга (Бішкек)              | Алай (Ош)                                 | Каюмжан Шаріпов («Дордой») — 17              |
| 2013  | 8   | Алай (Ош)                  | Дордой (Бішкек)            | Абдиш-Ата (Кант)                          | Алмазбек Мірзалієв («Абдиш-Ата») — 20        |
| 2014  | 8   | Дордой (Бішкек)            | Абдиш-Ата (Кант)           | Алга (Бішкек)                             | Калімулла («Дордой») — 18                    |
| 2015  | 6   | Алай (Ош)                  | Дордой (Бішкек)            | Абдиш-Ата (Кант)                          | Алія Сілла («Алай») — 17                     |
| 2016  | 7   | Алай (Ош)                  | Дордой (Бішкек)            | Алга (Бішкек)                             | Алія Сілла («Алай») — 21                     |
| 2017  | 6   | Алай (Ош)                  | Абдиш-Ата (Кант)           | Дордой (Бішкек)                           | Алія Сілла («Алай») — 12                     |
| 2018  | 8   | Дордой (Бішкек)            | Алай (Ош)                  | Абдиш-Ата (Кант)                          | Джоел Коджо («Алай») — 26                    |
| 2019  | 8   | Дордой (Бішкек)            | Алай (Ош)                  | Алга (Бішкек)                             | Вахід Оразсахедов («Дордой») — 20            |
| 2020  | 9   | Дордой (Бішкек)            | Алга (Бішкек)              | Нефтчі (Кочкор-Ата)                       | Мірлан Мурзаєв («Дордой») — 10               |
| 2021  | 8   | Дордой (Бішкек)            | Абдиш-Ата (Кант)           | Алга (Бішкек)                             |                                              |
| 2022  | 10  | Абдиш-Ата (Кант)           | Алай (Ош)                  | Алга (Бішкек)                             |                                              |
| 2023  | 10  | Абдиш-Ата (Кант)           | Алай (Ош)                  | Дордой (Бішкек)                           |                                              |

## Кількість титулів
| Клуб                       | # | Рік завоювання титулу                                |
| -------------------------- | - | ---------------------------------------------------- |
| Дордой (Бішкек)            | 9 | 2004, 2005, 2006, 2007, 2008, 2009, 2011, 2012, 2014 |
| Алга (Бішкек)              | 5 | 1992, 1993, 2000, 2001, 2002                         |
| ЦАГ-Динамо (Бішкек)        | 3 | 1997, 1998, 1999                                     |
| Алай (Ош)                  | 3 | 2013, 2015, 2016                                     |
| Кант-Ойл (Кант)            | 2 | 1994, 1995                                           |
| Металург (Кадамжай)        | 1 | 1996                                                 |
| Жаштик-Ак-Алтин (Кара-Суу) | 1 | 2003                                                 |
| Нефтчі (Кочкор-Ата)        | 1 | 2010                                                 |

## Клуби, які раніше виступали у вищому дивізіоні
- Абдиш-Ата 91
- Ак-Бура (Ош)
- Ак-Жол (Араван)
- ФК Аламудун
- Алдієр (Куршаб)
- Алга-2 (Бішкек)
- Ата-Спорт
- Базар-Коргон-Бабур
- Динамо (Ала-Бука)
- Динамо (Кант)
- Динамо-Манас-СКІФ
- Достук (Узген)
- Плаза (Бішкек)
- Еколог (Бішкек)
- Енергетик (Кара-Куль)
- Ісик-Кол
- Камбар-Ата
- Кара-Шоро (Узген)
- ФК «Кант»
- ФК «Келечек» (Ош)
- Локомотив (Джалал-Абад)
- Манас-Ордо
- Мурас-Спорт
- Наше Пиво
- Ноокат
- Нур-Баткен
- Олімпія-85 (Бішкек)
- ФК «Пиво» (Біловодське)
- Ротор (Бішкек)
- Бакит (Майлуу-Суу)
- СКА-Алай
- Хімік (Сузак)
- Шахтар (Таш-Кумир)
- Шер-Ак-Дан (Бішкек)
- Шоро (Бішкек)